# Alex Kim
Alex Kim (Silver Spring, 20 dicembre 1978) è un ex tennista statunitense.
In carriera ha raggiunse il terzo turno degli Australian Open 2003 quando, dopo aver sconfitto nelle qualificazioni in successione David Prinosil, Robby Ginepri e Irakli Labadze, sconfisse nel tabellone principale Davide Sanguinetti ed il numero quattro del mondo Evgenij Kafel'nikov, prima di essere eliminato da Fernando González.
Nello stesso anno vinse la medaglia di bronzo in singolare ai XIV Giochi panamericani di Santo Domingo, dopo essere stato sconfitto in semifinale dall'ex numero uno del mondo Marcelo Ríos.

## Statistiche

### Tornei minori

#### Singolare

##### Vittorie (4)
| Legenda tornei minori |
| Challenger (3)        |
| Futures (1)           |

| N. | Data            | Torneo                            | Superficie  | Avversario in finale | Punteggio     |
| 1. | 18 giugno 2000  | U.S.A. F15, Berkeley              | Cemento     | Scott Barron         | 6-3, 7-5      |
| 2. | 14 ottobre 2001 | Kerrville Challenger, Kerrville   | Cemento     | Mardy Fish           | 6-3, 3-6, 6-4 |
| 3. | 12 maggio 2002  | Birmingham Challenger, Birmingham | Terra verde | Cecil Mamiit         | 7–6(9), 6-2   |
| 4. | 5 ottobre 2003  | Fresno Challenger, Fresno         | Terra rossa | Jeff Morrison        | 7-5, 7–6(6)   |

##### Finali perse (5)
| Legenda tornei minori |
| Challenger (3)        |
| Futures (2)           |

| N. | Data            | Torneo                                     | Superficie  | Avversario in finale | Punteggio          |
| 1. | 3 dicembre 2000 | U.S.A. F29, Laguna Niguel                  | Cemento     | Justin Bower         | 5-7, 0-6           |
| 2. | 17 giugno 2001  | U.S.A. F15, Berkeley                       | Cemento     | Robby Ginepri        | 4-6, 3-6           |
| 3. | 19 maggio 2002  | Rocky Mount Challenger, Rocky Mount        | Terra verde | Robby Ginepri        | 3-6, 4-6           |
| 4. | 11 maggio 2003  | Birmingham Challenger, Birmingham          | Terra verde | Óscar Hernández      | 2-6, 1-6           |
| 5. | 15 giugno 2003  | Tallahassee Tennis Challenger, Tallahassee | Cemento     | Paul Goldstein       | 6-2, 2-6, 0-4 rit. |

## Palmarès
- Giochi panamericani

Santo Domingo 2003:  Bronzo in singolare.